# Comisia Trilaterală
Comisia Trilaterală este o asociație particulară cu caracter secret înființată (organizatori de conflicte si razboaie) în 1973 de un număr de 300 oameni de afaceri, politicieni, intelectuali cu putere de decizie din trei zone geostrategice: Europa, America și Asia. Grupul a fost fondat din inițiativa bancherului american David Rockefeller.
Scopul organizației este asigurarea comunicării și cooperării între statele reprezentate. Membrii asociației (industriași, șefi de bănci, prim-miniștri și membri în diverse guverne ale lumii) sunt considerați de unii drept organism executiv din umbră care ar determina la nivel global deciziile politice luate de guvernele naționale și organizațiile internaționale, fiind astfel cel mai influent grup de lobby din lume.
Despre Comisia Trilaterală se spune că este, alături de Consiliul pentru Relații Externe și Grupul Bilderberg, vocea cu ultimul cuvânt în lume.
Printre membrii Comisiei Trilaterale: prințul Charles al Marii Britanii, José Manuel Durão Barroso, fost premier al Portugaliei și fost președinte al Comisiei Europene, fostul președinte american Bill Clinton, Tony Blair, fost premier al Marii Britanii, Gerhard Schröder, fost cancelar al Germaniei, Henry Kissinger, fost secretar de stat al SUA și Zbigniew Brzezinski, fost consilier pe probleme de securitate națională al lui Jimmy Carter.
Grupul european al Comisiei Trilaterale cuprinde 150 de membri, proveniți din următoarele state: Austria, Belgia, Cehia, Danemarca, Estonia, Finlanda, Franța, Germania, Grecia, Ungaria, Irlanda, Italia, Norvegia, Polonia, Portugalia, Cipru, România, Slovenia, Spania, Suedia, Olanda și Marea Britanie. Cei doi membri români sunt Mugur Isărescu, guvernatorul Băncii Naționale, (care face parte și dintr-una din structurile de conducere, Comitetul Executiv) și Mihai Tănăsescu reprezentantul României la Fondul Monetar Internațional.
Reprezentanții Americii sunt în număr de 107: 85 din S.U.A., 15 din Canada și 7 din Mexic.
Zona Asia-Pacific are 117 membri, mai mult de jumătate dintre aceștia fiind din Japonia. Ceilalți provin din Coreea de Sud, Australia, Noua Zeelandă, Taiwan, Hong Kong și grupul ASEAN (Indonezia, Malaezia, Filipine, Singapore și Thailanda).